# Paraliparis trilobodon
Paraliparis trilobodon és una espècie de peix pertanyent a la família dels lipàrids.

## Descripció
- Fa 10,4 cm de llargària màxima.[5][6]

## Hàbitat
És un peix marí i batidemersal que viu entre 315 i 335 m de fondària.

## Distribució geogràfica
Es troba a l'oceà Antàrtic: les illes Shetland del Sud.

## Observacions
És inofensiu per als humans.